# Mundet (metropolitana di Barcellona)
Mundet è una stazione della linea 3 della Metropolitana di Barcellona.
La stazione fu inaugurata nel 2001 come estensione della linea.
La stazione è posta sotto Passeig de la Vall d'Hebron e Ronda de Dalt, tra Avinguda de Can Marcet e Passeig dels Castanyers.

## Galleria d'immagini

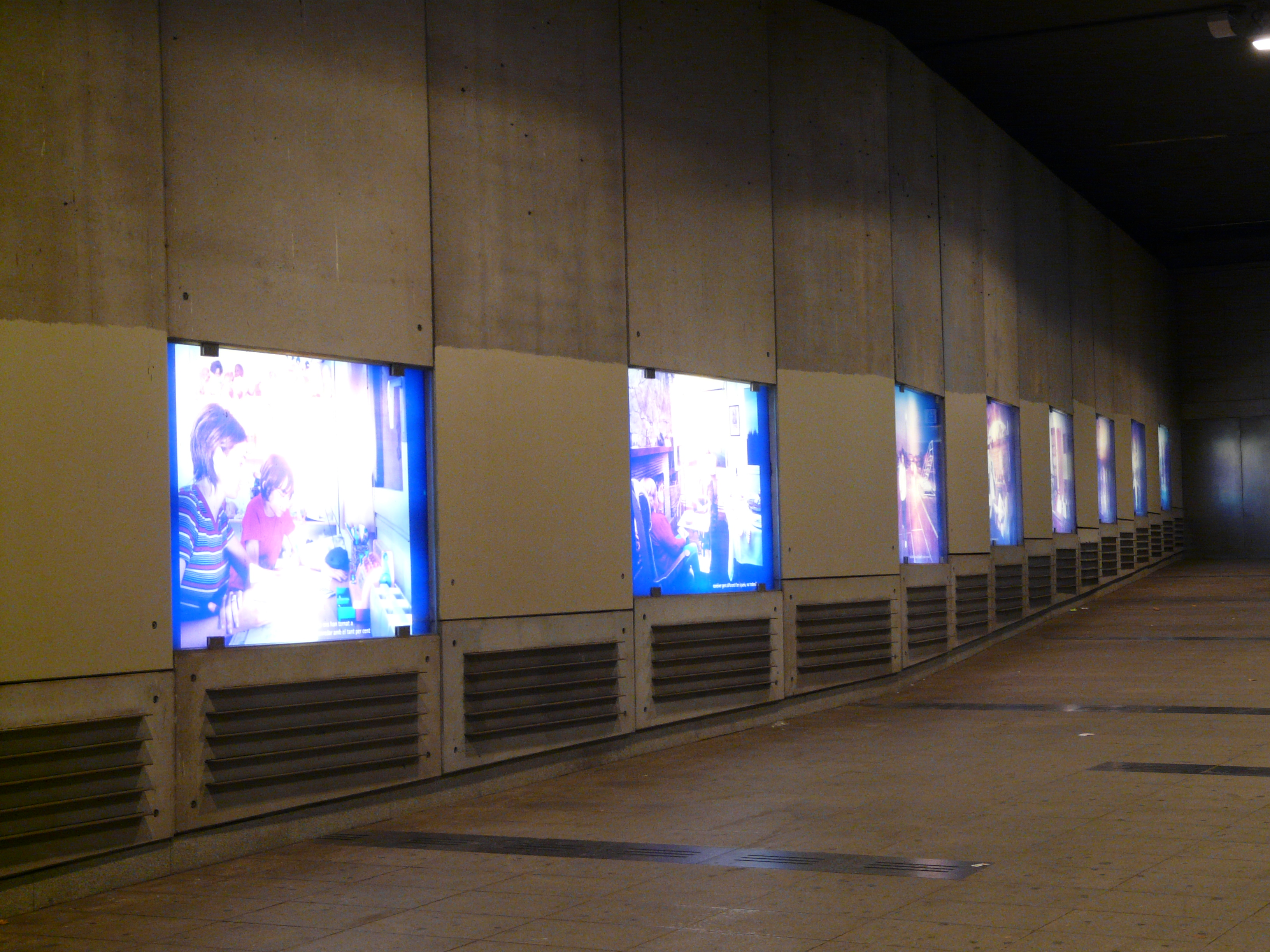
Opera nella stazione di accesso
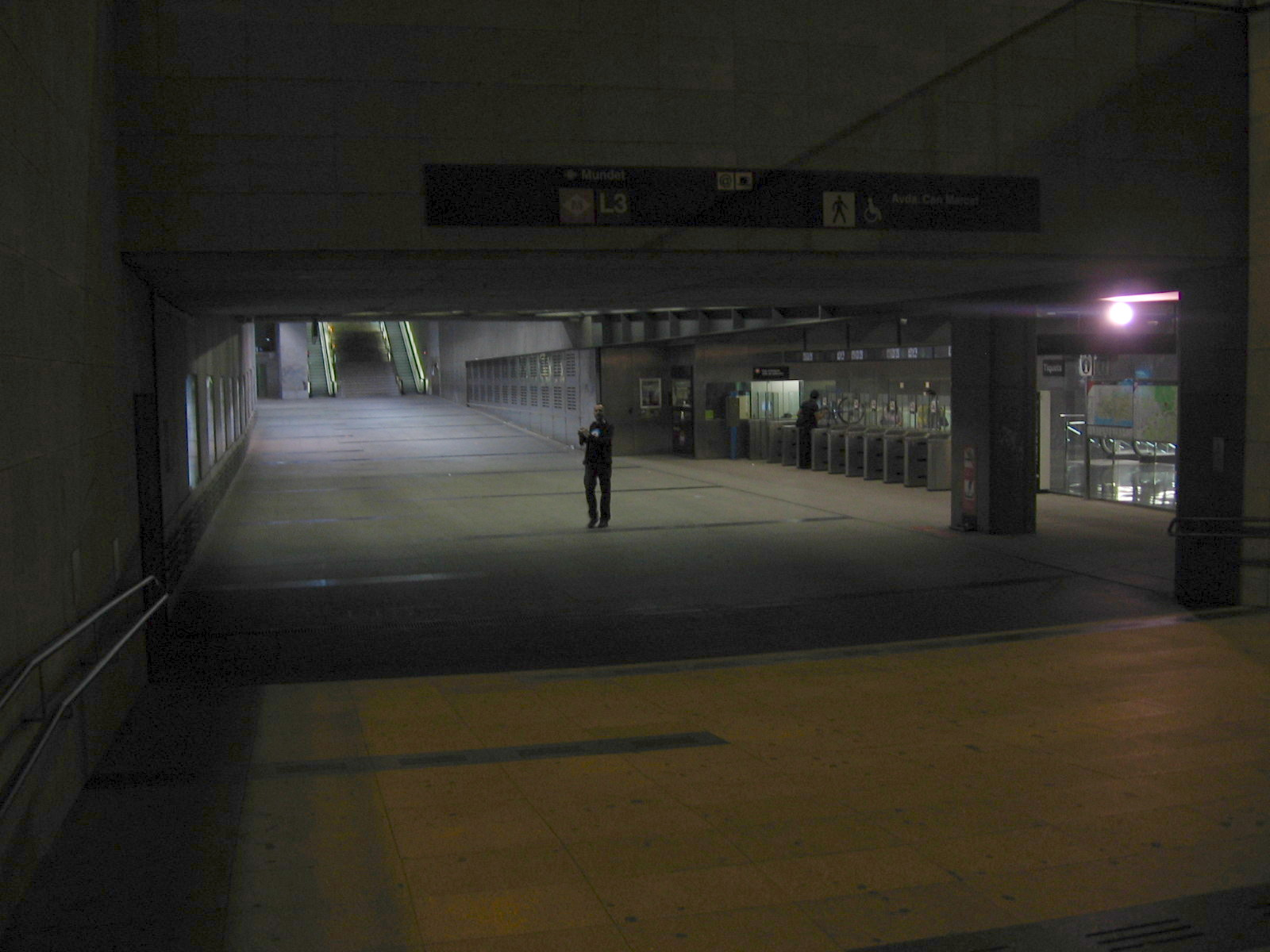
passaggio sotterraneo